# Antón Pizarro

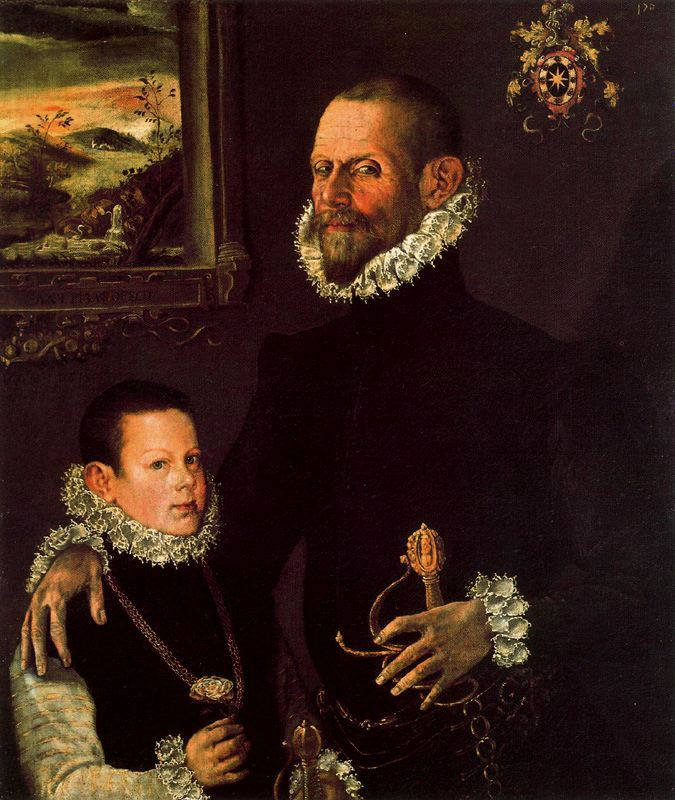
Retrato de caballero y su hijo, (88 × 76 cm.), Madrid, colección particular.

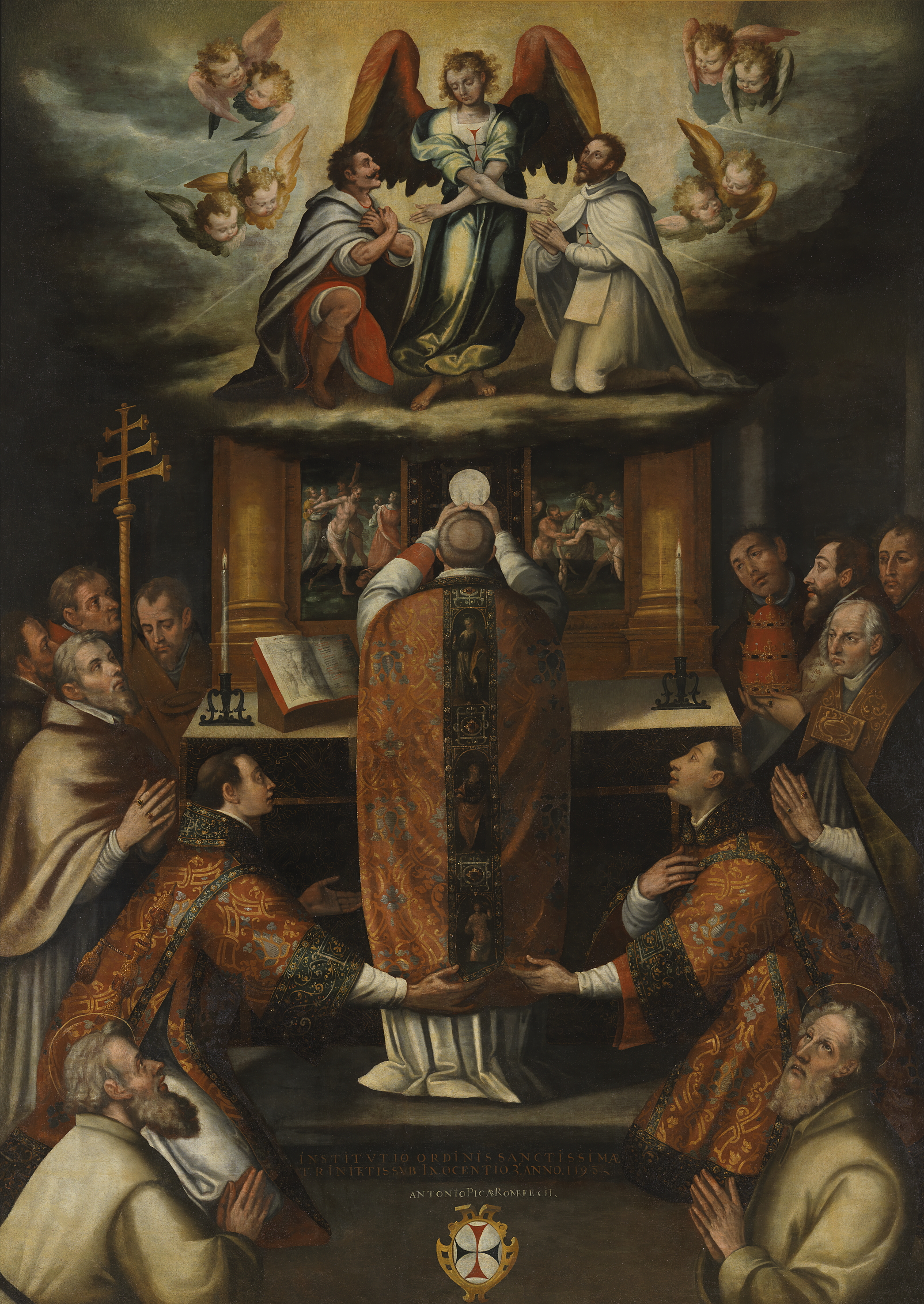
Institución de la Orden Trinitaria por Inocencio III en 1190, óleo sobre lienzo, 260, 5 × 187 cm, Madrid, Museo del Prado.

Antón Pizarro (muerto en 1622) fue un pintor español activo en Toledo, a quien Juan Agustín Ceán Bermúdez creyó discípulo del Greco y como tal se le ha considerado, sin que nada en su obra conocida permita afirmarlo con certeza. 
La primera noticia documental, de 1594 y titulándose ya pintor, lo sitúa en Toledo donde en 1596 contrató unas pinturas para el retablo de la Concepción Francisca. En el contrato se le ponía como condición copiar el San Juan Bautista del cretense, con la salvedad de que la pintura ha de ser «conforme a lo que se pinta en España». Noticias de trabajos menores para años sucesivos, siempre en Toledo, se completan con la firma en 1609 de dos cuadros del martirio de San Acacio y los diez mil mártires para la iglesia de Santos Justo y Pastor, cuyas figuras, cuidadosamente dibujadas y de proporciones exageradamente alargadas, se pintan con colores cálidos de gusto manierista. De hacia 1618, según Ceán, que señala su presencia en la sacristía del convento de trinitarios calzados de Toledo, es la Institución de la Orden Trinitaria por Inocencio III en 1190, propiedad del Museo del Prado, en el que ingresó procedente del Museo de la Trinidad.
Obras firmadas, sin fecha, son un  Nacimiento de la Virgen en la parroquial de Casarrubios del Monte, donde copia directamente un conocido grabado de Cornelis Cort sobre una composición de Zuccaro, añadiéndole una gloria de ángeles para darle formato vertical, y el retrato de un Caballero con su hijo, de colección particular madrileña. Situados ante una ventana abierta a un paisaje de cierto aire veneciano, a la manera de Alonso Sánchez Coello, y con probable significado simbólico en la rosa que lleva el hijo, algunos destellos de luz en el rostro del caballero de la familia Solís podrían proceder del Greco, enriqueciendo con ellos un esquema propio del retrato cortesano. Su maestría en el retrato se pondrá de manifiesto también en el grabado hecho a partir de un dibujo suyo de Rodrigo Ponce de León, duque de Cádiz, publicado en 1620 con la Crónica de los Ponce de León. También suyos son los dibujos de El glorioso San Ildefonso de Pedro de Salazar y Mendoza, grabados por Alardo de Popma.
Completan su producción conocida un gran lienzo de la Asunción de la Virgen en el monasterio de Bernardos de Montesión de Toledo y una Presentación de la Virgen en las Comendadoras de Santiago de Madrid, ambas con recuerdos de la pintura escurialense, y los dibujos para las estampas que ilustran la Vida de San Ildefonso de Salazar de Mendoza, editada en 1618. Angulo y Pérez Sánchez le han atribuido, además, los lienzos de los cuatro evangelistas en el retablo del monasterio de Guadalupe, cercanos a los lienzos de San Acacio en el alargamiento de las figuras y su complacencia en el desnudo.